# Anisognathus
Az Anisognathus a madarak osztályának verébalakúak (Passeriformes) rendjébe és a tangarafélék (Thraupidae) családjába tartozó nem.

## Rendszerezésük
A nemet Heinrich Gottlieb Ludwig Reichenbach német botanikus és ornitológus írta le 1850-ben, jelenleg az alábbi 3 vagy 5 faj tartozik ide:
- azúrszárnyú hegyitangara (Anisognathus somptuosus[2] vagy Compsocoma somptuosus)[1]
- Anisognathus notabilis[2] vagy Compsocoma notabilis[1]
- Anisognathus melanogenys
- Anisognathus lacrymosus
- tüzeshasú hegyitangara (Anisognathus igniventris)

## Előfordulásuk
Dél-Amerika északi részén honosak. Természetes élőhelyeik a szubtrópusi és trópusi hegyi esőerdők. Állandó, nem vonuló fajok.

## Megjelenésük
Átlagos testhosszuk 16-18 centiméter közötti.

## Életmódjuk
Rovarokkal, gyümölcsökkel és magvakkal táplálkoznak.